# 泰丁斯-麦克杜菲法案
泰丁斯-麦克杜菲法案（Tydings–McDuffie Act）是1934年通過的一项美國國會法令，法案名稱來自該法令的提出者米拉德·泰丁斯以及約翰·麥克杜菲，美國承諾在10年過渡期後授予菲律賓獨立。
該法令规定美属菲律宾可以成立自治政府，自治政府成立後菲律宾公民和官員依然要效忠美国；美国总统有权废除自治政府的任何法律；涉及货币、进出口贸易、移民等法令必須經美国总统同意才能生效；菲律宾的外交事务依然由美国控制，在獨立之前，該法案允許美國在群島部署其軍事單位，並將菲律賓政府的所有軍事編隊都隸屬於美國武裝部隊。在菲律賓承認獨立後的兩年裡，美國總統有權就島上的美國海軍基地和加油站進行談判；菲律宾自治政府每年要向美国总统和国会提出政府工作报告；美国最高法院有权复审菲律賓大理院审判的案件；1946年7月4日當天，美國將會准許菲律賓独立。根据该法案，菲律賓自由邦成立，並於1935年制定了菲律宾宪法。
菲律賓獨立後，所有菲律賓人在移民美國方面都自動被承認為外國人。每年有資格移民到美國的人不超過50人。在該法案之前，菲律賓人不被承認為美國公民，但像所有美國居民一樣有權在全國範圍內自由行動。菲律賓人不能通過歸化獲得公民身份。